# 31926 Alhamood
31926 Alhamood è un asteroide della fascia principale. Scoperto nel 2000, presenta un'orbita caratterizzata da un semiasse maggiore pari a 2,7287903 au e da un'eccentricità di 0,0974206, inclinata di 4,37362° rispetto all'eclittica.
L'asteroide è dedicato allo studente saudita Abdul Jabbar Abdulrazaq Alhamood.